# Judy Koehler
Judy Koehler (né le 20 septembre 1941), est ancienne membre de Chambre des Représentants de l'Illinois, et ancienne nommée du parti républicain pour Sénat des États-Unis. Lors de la primaire républicaine, Koehler a battu George Ranney mais a été largement défaite par le sénateur démocrate Alan Dixon lors de l'élection générale.
En 1994, Koehler se présente l'investiture républicaine pour dix-huitième district congressionnel de l'Illinois, afin de remplacer le représentant républicain Robert Michel. Koehler échoue dans la primaire face au chef de cabinet de Robert Michel, Ray LaHood.
En mai 1998, Judy Koehler est nommée à la Cour d'appel de l'Illinois par le juge de la cour suprême James Heiple. Koehler échoue également à se faire au 3e district de la cour d'appel de l'Illinois, ou la démocrate Mary McDade sera élue.

## Histoire électorale
- Élection sénatoriale américaine de 1986 en Illinois
  - Alan Dixon (D) 65 %
  - Judy Koehler (R) 34 %

- Élection de 2000 pour le 3e district de la cour d'appel de l'Illinois
  - Mary McDade (D) 51 %
  - Judy Koehler (R) 49 %

### Source
- (de) Cet article est partiellement ou en totalité issue d'une traduction de l'article Wikipédia en anglais intitule « en:Judy Koehler ».